# The Urbz: Sims in the City
The Urbz: Sims in the City är ett TV-spel för spelkonsolerna Playstation 2, Xbox, Game Boy Advance och Gamecube som släpptes i november 2004. En Nintendo DS-version av spelet släpptes den 11 mars 2005. Det är en slags "fortsättning" på den berömda The Sims-serien, men handlar inte om simmar - utan om urbz. I en New York-inspirerad stad gäller det att skapa en urb och få respekt genom att vara social och utföra uppdrag och tjänster. På så sätt lär man sin urb nya sociala gemenskaper och kan på så sätt bygga upp sitt rykte ännu mer.
I staden finns nio distrikt, och alla dessa har sin speciella stil och attityd. När man förflyttar sig mellan dessa gäller det att smälta in och bete sig på rätt sätt, annars blir man utbuad och respekten sjunker. Men sköter man sina kort rätt och klarar av alla utmaningar får man mest respekt i staden, och då kommer man till slut upp till den stora taklägenheten bland molnen.
Spelet har även soundtracks ifrån hiphop-gruppen Black Eyed Peas, som också har översatts till simlish (simmarnas språk). Fergie, Will.i.am och Taboo är även med i spelet, men inte som spelbara figurer. De har en hög social status så man måste vara populär för att få möta dem.

## Distrikt
| - Grytan - Teknik och kulturellt. - Östra Neon - Dansa i neon. - Kicktailparken - Skejta är en livsstil. - Cozmogatan - Vår stil är unik, vår stil är musik. - Höghusrepan - Hip hop hurra. | - Diamantkullen - Glamour och lyx. - Centralstationen - Punken lever. - Söderbron - Inte "gangsta", "gangster". - Dieselgatan - Bensin i blodet. |